# Бриссонь
Бриссонь, Бріссонь (фр. Brissogne) — муніципалітет в Італії, у регіоні Валле-д'Аоста.
Бриссонь розташований на відстані близько 590 км на північний захід від Рима, 7 км на схід від Аости.
Населення — 1034 особи (2014).
Щорічний фестиваль відбувається 25 листопада. Покровитель — Свята Катерина.

## Демографія
Населення за роками:

Станом на 1 січня 2023 року в муніципалітеті офіційно проживав 41 іноземець з 17 країн, серед них 14 громадян країн Євросоюзу та 2 громадяни України.

## Сусідні муніципалітети
- Шарвансо
- Конь
- Поллен
- Кар
- Сен-Марсель